# Sopron Basket
Maillots
Actualités
Le Sopron Basket est un club féminin hongrois de basket-ball  évoluant dans la ville de Sopron et participant à la plus haute division du championnat hongrois.

## Historique
Créé en 1921, le Soproni Vasutas Sportegylet club mettra fort longtemps avant de développer l'image de marque qu'il porte aujourd'hui. Après avoir rapidement compris que seule sa branche féminine pourra réussir, le club tarde néanmoins à atteindre les sommets, et il faudra attendre le milieu des années 1980 pour voir l'équipe se hisser parmi l'élite (2e division) du basket-ball hongrois. Mais la conviction qui règne dans ce club est telle que la réussite européenne est au bout de ce calvaire de 70 ans. Les années 1990 et 2000 sont propices à Sopron qui remporte le titre national (1992) et s'installe depuis lors dans l'élite du basket-ball continental.
Le club atteint la finale de l'Euroligue 2018.

### Évolution du logotype

Logo de 2004 à 2011.
Logo de 2011 à 2015.
Logo depuis 2017.

### Anciens noms
- Soproni VSE (1986–1993)
- GYSEV-Sopron (1993–2002)
- Orsi-Sopron (2002–2004)
- MKB-Euroleasing Sopron (2004–2011)
- Uniqa-Euroleasing Sopron (2011–2015)
- Uniqa Sopron (2015–2017)

## Effectifs

### Saison 2017-2018
| Numéro | Nom                   | Née le            | Taille | Nationalité       | Poste         |
| 4      | Zsófia Fegyverneky    | 29 septembre 1984 | 1,76 m | Hongrie           | Meneuse       |
| 5      | Angela Salvadores     | 10 mars 1997      | 1,79 m | Espagne           | Arrière       |
| 6      | Patricia Bako         | 19 avril 1997     | 1,89 m | Hongrie           | Pivot         |
| 9      | Virag Weninger        | 20 juin 1997      | 1,78 m | Hongrie           | Arrière       |
| 11     | Aleksandra Crvendakić | 17 mars 1996      | 1,87 m | Serbie            | Ailière forte |
| 12     | Dalma Czukor          | 29 mars 1997      | 1,83 m | Hongrie           | Ailière       |
| 14     | Bernadett Határ       | 24 août 1994      | 2,08 m | Serbie            | Pivot         |
| 15     | Tima Jovanovic        | 12 janvier 1991   | 1,88 m | Slovaquie         | Pivot         |
| 22     | Yvonne Turner         | 13 octobre 1987   | 1,76 m | États-Unis        | Arrière       |
| 32     | Jelena Milovanović    | 28 avril 1989     | 1,89 m | Serbie            | Ailière forte |
| 41     | Debora Dubei          | 4 janvier 1997    | 1,83 m | Hongrie           | Ailière       |
| 52     | Danielle Page         | 14 novembre 1986  | 1,88 m | États-Unis Serbie | Ailière forte |
|        | Domenika Böröndy      | 4 septembre 1997  | 1,68 m | Hongrie           | Meneuse       |
| 52     | Alaina Coates         | 7 avril 1995      | 1,93 m | États-Unis        | Pivot         |

Entraîneur :  Espagne Roberto Iniguez
Assistants : Carlos Cantero, Alberto Pacheco

### Effectif 2013-2014
| Numéro | Nom                  | Née le            | Taille | Nationalité | Poste      |
| 4      | Zsófia Fegyverneky   | 29 septembre 1984 | 1,76 m | Hongrie     | Meneuse    |
| 5      | Zsófia Licskai       | 25 octobre 1993   | 1,91 m | Hongrie     | Intérieure |
| 6      | Zsófia Simon         | 17 décembre 1989  | 1,81 m | Hongrie     | Arrière    |
| 8      | Orsolya Zsovár       | 28 juin 1984      | 1,80 m | Hongrie     | Arrière    |
| 9      | Virag Weninger       | 20 juin 1997      | 1,78 m | Hongrie     | Arrière    |
| 10     | Dragana Stankovic    | 18 janvier 1995   | 1,95 m | Serbie      | Pivot      |
| 11     | Vivien Böröndy       | 10 janvier 1995   | 1,63 m | Hongrie     | Arrière    |
| 12     | Tianna Hawkins       | 2 mars 1991       | 1,91 m | États-Unis  | Pivot      |
| 13     | Sara Krnjić          | 15 juillet 1991   | 1,92 m | Serbie      | Intérieure |
| 15     | Katarina Tetemondová | 24 septembre 1988 | 1,88 m | Slovaquie   | Ailière    |
| 34     | Kelly Faris          | 16 janvier 1991   | 1,80 m | États-Unis  | Arrière    |
| 44     | Iva Ciglar           | 12 décembre 1985  | 1,67 m | Croatie     | Arrière    |
|        | Eniko Kuttor         | 17 avril 1997     | 1,83 m | Hongrie     | Ailière    |

Entraîneur :  Hongrie Igor Polenek

### Effectif 2012-2013
| Numéro | Nom                | Née le            | Taille | Nationalité | Poste      |
| 4      | Zsófia Fegyverneky | 29 septembre 1984 | 1,76 m | Hongrie     | Meneuse    |
| 5      | Zsófia Licskai     | 25 octobre 1993   | 1,91 m | Hongrie     | Intérieure |
| 8      | Orsolya Zsovár     | 28 juin 1984      | 1,80 m | Hongrie     | Arrière    |
| 9      | Jelena Milovanović | 28 avril 1989     | 1,90 m | Serbie      | Ailière    |
| 10     | Hanna Zavecz       | 21 août 1985      | 1,83 m | Australie   | Arrière    |
| 11     | Kitti Doncsecs     | 27 mars 1994      | 1,89 m | Slovaquie   | Pivot      |
| 12     | Szandra Pál        | 11 juillet 1986   | 1,76 m | Hongrie     | Arrière    |
| 13     | Sara Krnjić        | 15 juillet 1991   | 1,92 m | Serbie      | Intérieure |
| 14     | Anita Teilane      | 27 août 1985      | 1,96 m | Lettonie    | Pivot      |
|        | Reka Cserny        | 1981              | 1,90 m | Hongrie     | Pivot      |
| 42     | Shenise Johnson    | 8 décembre 1990   | 1,80 m | États-Unis  | Arrière    |
|        | Eniko Kuttor       | 17 avril 1997     | 1,83 m | Hongrie     | Ailière    |
| 44     | Vivien Böröndy     | 10 janvier 1995   | 1,70 m | Hongrie     | Meneuse    |
|        | Fanni Szabó        | 19 septembre 1994 | 1,81 m | Hongrie     | Ailière    |
|        | Virag Weninger     | 20 juin 1997      | 1,74 m | Hongrie     | Arrière    |

Entraîneur :  Hongrie Norbert Székely
Assistant : Eva Seres

### Effectif 2011-2012
| Numéro | Nom                | Née le            | Taille | Nationalité      | Poste      |
| 4      | Zsófia Fegyverneky | 29 septembre 1984 | 1,76 m | Hongrie          | Meneuse    |
| 5      | Zsófia Licskai     | 25 octobre 1993   | 1,91 m | Turquie Pays-Bas | Intérieure |
| 8      | Diana Fürész       | 15 janvier 1984   | 1,77 m | Turquie          | Arrière    |
| 9      | Olexandra Kurasova | 4 avril 1986      | 1,86 m | Ukraine          | Ailière    |
| 10     | Hanna Zavecz       | 21 août 1985      | 1,83 m | Australie        | Arrière    |
| 12     | Timea Czank        | 17 novembre 1986  | 1,78 m | Hongrie          | Arrière    |
| 13     | Sara Krnjić        | 15 juillet 1991   | 1,92 m | Serbie           | Intérieure |
| 14     | Tijana Krivacevic  | 8 avril 1990      | 1,90 m | Hongrie          | Intérieure |
| 15     | Fanni Szabó        | 19 septembre 1994 | 1,81 m | Hongrie          | Arrière    |
| 32     | Dóra Horti         | 25 avril 1987     | 1,93 m | Hongrie          | Intérieure |
|        | Adrienn Czinder    | 15 juin 1994      | 1,73 m | Hongrie          | Arrière    |
|        | Vivien Böröndy     | 10 janvier 1995   | 1,70 m | Hongrie          | Meneuse    |
|        | Petra Vágvölgyi    | 16 mai 1993       | 1,87 m | Hongrie          | Ailière    |
|        | Kitti Doncsecs     | 27 mars 1994      | 1,90 m | Slovaquie        | Intérieure |

Entraîneur :  Hongrie Norbert Székely
Assistant : Eva Seres

### Effectif 2010-2011
| Numéro | Nom                | Née le            | Taille | Nationalité      | Poste      |
| 4      | Zane Tamane        | 24 septembre 1987 | 2,00 m | Lettonie         | Intérieure |
| 5      | Zsofia Varga       | 15 janvier 1989   | 1,82 m | Hongrie          | Ailière    |
| 8      | Diana Fürész       | 15 janvier 1984   | 1,77 m | Turquie          | Arrière    |
| 9      | Zsófia Licskai     | 25 octobre 1993   | 1,91 m | Turquie Pays-Bas | Intérieure |
| 10     | Ekaterina Abramzon | 1er juillet 1987  | 1,85 m | Israël           | Ailière    |
| 11     | Katalin Honti      | 24 août 1987      | 1,78 m | Hongrie          | Arrière    |
| 12     | Amber Holt         | 7 juin 1985       | 1,83 m | États-Unis       | Ailière    |
| 14     | Tijana Krivacevic  | 8 avril 1990      | 1,90 m | Hongrie          | Intérieure |
| 15     | Fanni Szabó        | 19 septembre 1994 | 1,81 m | Hongrie          | Arrière    |
| 35     | Angel McCoughtry   | 10 septembre 1986 | 1,87 m | États-Unis       | Ailière    |
|        | Timea Czank        | 17 novembre 1986  | 1,78 m | Hongrie          | Arrière    |
|        | Adrienn Czinder    | 15 juin 1994      | 1,73 m | Hongrie          | Arrière    |
|        | Boglarka Kocsis    | 31 août 1983      | 1,75 m | Hongrie          | Arrière    |
|        | Petra Vágvölgyi    | 16 mai 1993       | 1,87 m | Hongrie          | Ailière    |

Entraîneur :  Hongrie Norbert Székely
Assistant : Eva Seres

## Palmarès
International
- Euroligue : 2022
- Coupe Ronchetti : 1998

National
- Champion de Hongrie : 1993, 1999, 2002, 2007, 2008, 2009, 2011, 2013, 2015, 2016, 2017, 2018, 2019, 2021, 2022
- Coupe de Hongrie : 2007, 2008, 2011, 2012, 2013, 2015, 2017, 2019, 2020, 2021

## Joueuses célèbres
- Albena Branzova
- Oleksandra Horbounova
- Judit Balogh